# Земков, Александр Фёдорович
Александр Фёдорович Земков (1918—1984) — лейтенант Рабоче-крестьянской Красной Армии, участник Великой Отечественной войны, Герой Советского Союза (1945).

## Биография
Александр Земков родился 11 марта 1918 года в посёлке Трусово (ныне — в черте Астрахани). Окончил среднюю школу. В 1938—1940 годах проходил службу в Рабоче-крестьянской Красной Армии, участвовал в боях на Халхин-Голе. После демобилизации работал комбайнёром в совхозе. В 1941 году Земков был повторно призван на службу в Рабоче-крестьянскую Красную Армию и направлен на фронт Великой Отечественной войны. Принимал участие в боях на Западном, Северо-Кавказском, 4-м и 3-м Украинском фронтах. Участвовал в боях на Кавказе, освобождении Украинской ССР, Крыма, Венгрии, Австрии. В боях два раза был тяжело ранен. К маю 1944 года гвардии лейтенант Александр Земков командовал сапёрным взводом 70-го гвардейского стрелкового полка 24-й гвардейской стрелковой дивизии 2-й гвардейской армии 4-го Украинского фронта. Отличился во время освобождения Севастополя.
В мае 1944 года Земков добровольно вызвался переправиться через Северную бухту и захватить плацдарм для переправы основных сел. Он возглавил группу десантников, в которую кроме него вошли разведчик Висовин, сапёр Соценко, стрелок Романов и автоматчик Дубинин. Они успешно высадились в намеченном месте и отразили ряд ожесточённых вражеских контратак. В тех боях Земков лично уничтожил 27 солдат и офицеров противника.
Указом Президиума Верховного Совета СССР от 24 марта 1945 года гвардии лейтенант Александр Земков был удостоен высокого звания Героя Советского Союза с вручением ордена Ленина и медали «Золотая Звезда» за номером 7787.
После окончания войны Земков был уволен в запас. Проживал в Саратове, работал на Хватовском стекольном заводе. Скончался 9 ноября 1984 года.
Был также награждён рядом медалей.
Александр Фёдорович Замков стал героем повести Александра Вольфа "И встал солдат убитый...".